# Чуйков, Егор Сергеевич
Егор Сергеевич Чуйков (1915, с. Голубиновка, Казахстан — 18 мая 1963) — боец 95-го стрелкового полка 32-й стрелковой дивизии 1-й Приморской армии Краснознамённого Дальневосточного фронта. Капитан. Герой Советского Союза.

## Биография
Родился в 1915 году в селе Голубиновка Кербулакского района Алма-Атинской области, Казахстана в крестьянской семье. Украинец. Окончил сельскую школу. Работал в колхозе.
В Красной Армии с 1937 года. Красноармеец 95-го стрелкового полка Егор Чуйков отличился в боях у озера Хасан, 29 июля — 11 августа 1938 года.
Участвовал в пяти атаках на высоту Безымянная. Был ранен, но остался в строю, спас жизнь командиру роты.
За героизм и мужество, проявленные в боях с японскими милитаристами, Указом Президиума Верховного Совета СССР от 25 октября 1938 года красноармейцу Чуйкову Егору Сергеевичу присвоено звание Героя Советского Союза с вручением ордена Ленина, а после учреждения знака особого отличия ему вручена медаль «Золотая Звезда» № 102.
Окончив Ленинградское военно-политическое училище, Е. С. Чуйков продолжал службу на Дальнем Востоке. Член ВКП(б)/КПСС с 1942 года. Во время советско-японской войны 1945 года он был заместителем командира батальона по политической части на 1-м Дальневосточном фронте.
Капитан Чуйков Е. С. скончался 18 мая 1963 года. Похоронен на Красненьком кладбище в Санкт-Петербурге.

## Награды
Награждён орденом Ленина, орденами Отечественной войны 1-й и 2-й степеней, медалями.

## Память
- Мемориальная доска на аллее Славы 32-й стрелковой дивизии, открытой 5 мая 1985 года в парке Победы Омска.